# Allexis
Allexis Pierre  é um género botânico pertencente à família Violaceae.

## Espécies
Apresenta seis espécies:
- Allexis batangae
- Allexis bifurca
- Allexis cauliflora
- Allexis grandiflora
- Allexis obanensis
- Allexis zygomorpha